# Masked Singer România
Masked Singer România a fost un reality show de muzică care a debutat pe data de 11 septembrie 2020 pe Pro TV. Este adaptarea românească a reality show-ului sud-coreean King of Mask Singer și constă în vedete cântând cover-uri după cântece celebre în timp ce sunt costumate din cap până în picioare și poartă măști pentru a își ascunde identitatea.  Pavel Bartoș este prezentatorul emisiunii iar juriul, așa-zișii detectivi, va fi format din cântărețul-entertainer Horia Brenciu, cantautoarea internațională Inna, actorul Alex Bogdan și celebritatea TV Mihaela Rădulescu.
PRO TV a renunțat la emisiunea Masked Singer după cele două sezoane (2020 și 2021) pentru că nu a excelat în audiențe.

## Personal

### Detectivii
| Detectiv          | Sezon | Sezon |
| Detectiv          | 1     | 2     |
| ----------------- | ----- | ----- |
| Horia Brenciu     |       |       |
| INNA              |       |       |
| Codin Maticiuc    |       |       |
| Ana Morodan       |       |       |
| Alex Bogdan       |       |       |
| Mihaela Rădulescu |       |       |

### Prezentator
| Jorge        |
| Pavel Bartoș |

## Episoade
| Sezon | Episoade | Vedete | Câștigător                   | Locul 2                 | Locul 3            | Locul 4             | Premiera TV        | Premiera TV       |
| Sezon | Episoade | Vedete | Câștigător                   | Locul 2                 | Locul 3            | Locul 4             | Prima transmisie   | Ultima transmisie |
| 1     | 8        | 12     | Mugur Mihăescu (Corbul)      | Irina Rimes (Căpcăunul) | Karmen (Leoaica)   | Mircea Radu (Panda) | 11 septembrie 2020 | 30 octombrie 2020 |
| 2     | 13       | 18     | Andreea Marin (Muma Pădurii) | Nadine (Fluturele)      | Theo Rose (Albina) | Cabral (Șaorma)     | 9 septembrie 2021  | 9 decembrie 2021  |

### Sezonul 1 (2020)
Primul sezon are premiera pe 11 septembrie.

#### Episodul 1 (11 septembrie)
Primul episod din Masked Singer, debutează pe 11 septembrie! participă șase personaje, alcătuite din vedete, acestea fiind fie ele sportivi, sportive, actori, actrițe, cântăreți, cântărețe, oameni din politică! etc! primul episod debutează cu șase personaje, acestea fiind Panda, Inorogul, Vulpoiul, Tigrul, Extraterestrul, Îngerul. Ei bine nu e tocmai ușor fiindcă toți cei patru jurați Horia Brenciu, Inna, Codin Maticiuc, Ana Morodan, trebuie să afle cât mai multe indicii care i-ar putea ajuta să descopere cine se află sub mască! concursul începe, pentru început cu Vulpoiul și cu Panda! ei au fost la alegere, care să se salveze și care merge mai departe în concurs! evident că Panda a mers mai departe în runda următoare, a urmat pe urmă Inorogul și Tigrul! ei au fost la alegere, care să se salveze și care să meargă mai departe în concurs! așadar lumea a votat Tigrul! așa că el merge mai departe în concurs! în timp ce Inorogul nu are de ales și îl va insoți pe Vulpoiul în finală! urmează Extraterestrul cu Îngerul! ei au fost la alegere, care să se salveze și care să meargă mai departe în concurs! așadar lumea a votat Îngerul! așadar Extraterestrul a rămas pe final, alături de Vulpoiul și Inorogul! pe final, a fost ales dintre Inorogul, Vulpoiul, Extraterestrul! tocmai Extraterestrul! care s-a demascat fiind Sandra Izbașa.

#### Episodul 2 (18 septembrie)
Al doilea episod din Masked Singer, debutează pe 18 septembrie! participă alte șase personaje, alcătuite din vedete, acestea fiind fie ele sportivi, sportive, actori, actrițe, cântăreți, cântărețe, oameni din politică! etc! al doilea episod debutează cu alte șase personaje, acestea fiind Căpcăunul, Monstrul, Vampirul, Iepurele, Corbul, Leoaica. Ei bine la fel ca și data trecută, nu a fost tocmai ușor fiindcă toți cei patru jurați Horia Brenciu, Inna, Codin Maticiuc, Ana Morodan, trebuie să afle din nou, alte indicii care i-ar putea ajuta să descopere cine se află sub mască! concursul începe, pentru început cu Leoaica și cu Vampirul! ei au fost la alegere, care să se salveze și care să meargă mai departe în concurs! evident că Leoaica a mers mai departe în runda următoare, a urmat pe urmă Monstrul și Căpcăunul! ei au fost la alegere, care să se salveze și care să meargă mai departe în concurs! așadar lumea a votat Monstrul care a mers mai departe în runda următoare! așa că Căpcăunul a mers mai departe, alături de Vampirul în finală! urmează Iepurele și Corbul! ei au fost la alegere, care să se salveze și care să meargă mai departe în concurs! așadar lumea a votat Corbul! așa că el merge mai departe în concurs! în timp ce Iepurele nu are de ales și îl va insoți pe Vampirul în finală! pe final, a fost ales dintre Vampirul, Iepurele, Monstrul ! tocmai Vampirul! care s-a demascat fiind Damian Drăghici.

#### Episodul 3 (25 septembrie)
Al treilea episod din Masked Singer, debutează pe 25 septembrie! revin, majoritatea personajelor care au fost în prima ediție! este vorba de cele care s-au salvat! acestea fiind Leoaica, Monstrul, Tigrul, Vulpoiul, Panda, Îngerul! fiecare ediție va aduce, câte noi provocări, care vor duce la demascarea personajului! așadar nu ratați ediția viitoare din Masked Singer! al treilea episod debutează cu personajele din prima ediție a concursului! acestea fiind Vulpoiul, Inorogul, Panda, Îngerul, Tigrul. Pentru început, Îngerul și Panda, la nici unul nu se cunoaște deocamdată dacă merge mai departe în concurs, urmează Inorogul și Tigrul, la nici unul nu se cunoaște deocamdată cine merge mai departe în concurs, urmează Vulpoiul și nici el nu știe dacă merge mai departe în concurs. La final cele cinci 
personaje, Vulpoiul, Inorogul, Îngerul, Tigrul, Panda află care rămâne în concurs. Se salvează Vulpoiul, Tigrul, Inorogul, Panda, dar Îngerul a rămas ultimul care nu s-a salvat, deci Îngerul va fi demascat, care s-a demascat fiind Brigitte Sfăt.

#### Episodul 4 (2 octombrie)
Al patrulea episod din Masked Singer, debutează pe 2 octombrie! revin, majoritatea personajelor care au fost în prima ediție! este vorba de cele care s-au salvat! acestea fiind Vulpoiul, Tigrul, Panda, Inorogul, Monstrul, Leoaica, Căpcăunul. Dar vor avea din nou, o misiune dificilă în căutarea indiciilor jurații Inna, Horia Brenciu, Codin Maticiuc, Ana Morodan, care îi poate ajuta să descopere cine este sub mască. Nu ratați așadar ediția viitoare din Masked Singer! care aduce din nou, noi provocări, fiecare ediție în parte. Al patrulea episod, debutează cu aceleași personaje din primele ediții, Leoaica, Căpcăunul, Iepurele, Monstrul, Corbul.
Concursul începe cu Iepurele, după Iepurele, urmează Corbul, după Corbul, urmează Monstrul, după Monstrul, urmează Leoaica, după Leoaica, ultimul este Căpcăunul. După finalizarea celor cinci personaje, merg mai departe în concurs, Corbul, Iepurele, Leoaica, Căpcăunul, dar Monstrul nu se mai salvează, care s-a demascat fiind Florin Piersic Junior.

#### Episodul 5 (9 octombrie)
Al cincilea episod din Masked Singer, debutează pe 9 octombrie! revin, majoritatea personajelor rămase, și care s-au salvat de public în dățile trecute. Aici vorbim discutăm de Iepurele, Căpcăunul, Panda, Tigrul, Vulpoiul, Inorogul, Corbul, Leoaica. Cele opt personaje rămân așadar de descoperit, cine ar putea fi sub mască. Noutatea acestei ediții va fi dublă demascare! da, ați auzit bine! vor fi două personaje demascate, puse la bătaie. Așadar nu ratați ediția viitoare, din Masked Singer!. Concursul începe cu Căpcăunul, Unicornul, Corbul, Vulpoiul. Se salvează Căpcăunul, Corbul, Vulpoiul, dar Unicornul este demascat nu se mai salvează, care s-a demascat fiind Elena Băsescu. Dar concursul nu se termină aici, curând va urma a doua demascare, intră în concurs Iepurele, Tigrul, Panda, Leoaica, la final se salvează, Panda, Leoaica, Iepurele, dar Tigrul este demascat fiind Feihong Basigu.

#### Episodul 6 (16 octombrie)
Al șaselea episod din Masked Singer, readuce personajele Iepurele, Corbul, Leoaica, Vulpoiul, Căpcăunul. Din nou, aceeași poveste că detectivii Ana Morodan, Inna, Horia Brenciu, Codin Maticiuc, vor avea din nou bătăi de cap, asupra personajelor rămase încă nedemascate! așa că urmăriți și nu ratați ediția viitoare, din Masked Singer!. Noutatea acestei ediții era să descopere, cine se află sub mască, datorită obiectului personal al vedetei respective. Concursul începe cu Panda, după care urmează Leoaica, după aceea urmează Vulpoiul, după el urmează Iepurele, după aceea urmează Corbul, și ultimul din concurs, este Căpcăunul. Se salvează, Leoaica, Panda, Căpcăunul, Vulpoiul, Corbul, dar Iepurele nu se mai salvează, care s-a demascat fiind Alexandra Stan.    

#### Episodul 7 (23 octombrie)
Al șaptelea episod din Masked Singer, readuce din nou personajele Corbul, Vulpoiul, Căpcăunul, Panda, Leoaica. Acestea trebuie să afle care se califică, mai departe în finală, din nou aceeași poveste ca de obicei că jurații trebuie să descopere cine se află sub mască, deci nu ratați următoarea ediție din Masked Singer!. Concursul a început cu Leoaica, după aceea cu Vulpoiul, Corbul, Panda, Căpcăunul. La finalul emisiunii este demascat Vulpoiul, care nu se mai salvează, care s-a demascat fiind Costi Ioniță.

#### Episodul 8 (30 octombrie)
Al optulea episod din Masked Singer, înseamnă Marea Finală, deci unul din cele patru personaje rămase Leoaica, Căpcăunul, Panda și Corbul a câștigat titlul sau trofeul mai bine zis spus, de cel mai bine realizat costum, din emisiune. Ultimii doi finaliști au fost Căpcăunul, care s-a dovedit a fi Irina Rimes, și Corbul care a câștigat Marele Premiu și care s-a dovedit a fi Mugur Mihăescu.

### Sezonul 2 (2021)
Al doilea sezon va avea premiera în toamna aceasta pe 9 septembrie. Schimbări s-au făcut, Pavel Bartoș a preluat poziția de prezentator în locul lui Jorge, iar la nivelul juraților vor rămâne Inna și Horia Brenciu, dar li se vor alătura Mihaela Rădulescu și Alexandru Bogdan în locul lui Ana Morodan, cât și a lui Codin Maticiuc. Printre noile măști acestea sunt: Șarpele, Steaua, Emoji, Gheișa, Albina, Fluturele, Papagalul, Șaorma, Pufosul, Bufnița, Pisica, Pinguinul, Muma Pădurii, Robotul, Domnișoara Monstru.

#### Episodul 1 (9 septembrie)
Primul episod din Masked Singer, îi prezintă pe Pavel Bartoș ca prezentator, iar jurații sunt Inna, Mihaela Rădulescu, Horia Brenciu, Alexandru Bogdan. Sunt prezentate măști în două grupe A și B, concursul începe cu Muma Pădurii și Fluturele, iar după Muma Pădurii urmează Fluturele, se salvează Muma Pădurii, dar Fluturele nu, și urmează Pufosul și Șaorma, Pufosul începe primul, după care urmează Șaorma, se salvează Pufosul, dar Șaorma nu, și urmează Albina și Papagalul, Albina începe prima, după care urmează Papagalul, se salvează Albina, dar Papagalul nu, și urmează Cameleonul și Bufnița, Cameleonul începe primul, după care urmează Bufnița, se salvează Cameleonul, dar Bufnița s-a demascat din greșeală, din cauza costumului imens, fiind Ilie Năstase. 

#### Episodul 2 (16 septembrie)
Alte măști vor fi data viitoare, acestea fiind Șarpele, Gheișa, Robotul, Pisica, Steaua, Emoji, Pinguinul. Cine se mai ascunde sub mască de data asta, rămâne de văzut! oricum vor încerca Inna, Mihaela Rădulescu, Horia Brenciu, Alexandru Bogdan, să descopere cine ar mai putea fi sub mască, așa că nu ratați ediția viitoare!. Al doilea episod din Masked Singer, îi prezintă din nou, pe Pavel Bartoș ca prezentator, iar jurații sunt Inna, Mihaela Rădulescu, Horia Brenciu, Alexandru Bogdan. Sunt prezentate noi măști în două grupe A și B, concursul începe cu Pisica și Oul, iar după Pisica urmează Oul, se salvează Oul, dar Pisica nu, și urmează Steaua și Gheișa, Gheișa începe prima, după care urmează Steaua, se salvează Gheișa, dar Steaua nu, și urmează Pinguinul și Emoji, Pinguinul începe primul, după care urmează Emoji, se salvează Pinguinul, dar Emoji nu, și urmează Robotul și Șarpele, Robotul începe primul, după care urmează Șarpele, se salvează Robotul, dar Șarpele nu. Se demască Emoji, fiind Carla's Dreams. 

#### Episodul 3 (23 septembrie)
Revin măștile din primul episod! Muma Pădurii, Papagalul, Cameleonul, Albina, Pufosul, Șaorma, Fluturele. Cine se mai ascunde sub mască de data asta, rămâne de văzut! oricum vor încerca Inna, Mihaela Rădulescu, Horia Brenciu, Alexandru Bogdan, să descopere cine ar mai putea fi sub mască, așa că nu ratați ediția viitoare!. Surpriza o reprezintă dubla demascare a personajelor. Al treilea episod din Masked Singer, îi prezintă din nou, pe Pavel Bartoș ca prezentator, iar jurații sunt Inna, Mihaela Rădulescu, Horia Brenciu, Alexandru Bogdan. Sunt prezentate măștile din primul episod în două grupe A și B, concursul începe cu Muma Pădurii și Pufosul, se salvează Muma Pădurii, dar Pufosul nu, este demascat fiind Corina Caragea, după urmează Papagalul și Fluturele, dar amândoi se salvează, și urmează Șaorma, Cameleonul și Albina, se salvează Șaorma și Albina, dar Cameleonul nu, fiind Cătălin Smărăndescu.        

#### Episodul 4 (30 septembrie)
Revin măștile din al doilea episod! Șarpele, Robotul, Pinguinul, Gheișa, Pisica, Steaua. Cine se mai ascunde sub mască de data asta, rămâne de văzut! oricum vor încerca Inna, Mihaela Rădulescu, Horia Brenciu, Alexandru Bogdan, să descopere cine ar mai putea fi sub mască, așa că nu ratați ediția viitoare!. Al patrulea episod din Masked Singer, îi prezintă din nou, pe Pavel Bartoș ca prezentator, iar jurații sunt Inna, Mihaela Rădulescu, Horia Brenciu, Alexandru Bogdan. Sunt prezentate măștile din al doilea episod în două grupe A și B, concursul începe cu Pisica și Pinguinul, se salvează Pisica, Pinguinul, Gheișa, dar Șarpele nu. Se demască Șarpele, fiind Radu Vâlcan. Urmează Oul, Steaua, Robotul, se salvează, Oul, Steaua, dar Robotul nu. Se demască Robotul, fiind Marian Drăgulescu. 

#### Episodul 5 (7 octombrie)
Revin măștile rămase din al doilea episod și primul episod! Pinguinul, Fluturele, Gheișa, Pisica, Oul, Papagalul, Muma Pădurii, Șaorma. Cine se mai ascunde sub mască de data asta, rămâne de văzut! oricum vor încerca Inna, Mihaela Rădulescu, Horia Brenciu, Alexandru Bogdan, să descopere cine ar mai putea fi sub mască, așa că nu ratați ediția viitoare!. Iar ca să fie și mai interesant, o nouă mască va intra în concurs, Lady Panda, cu scopul de a dejuca planurile juraților. Al cincilea episod din Masked Singer, îi prezintă din nou, pe Pavel Bartoș ca prezentator, iar jurații sunt Inna, Mihaela Rădulescu, Horia Brenciu, Alexandru Bogdan. Sunt prezentate măștile din primul episod, dar și al doilea, în două grupe A și B, concursul începe cu Șaorma și Pinguinul, după care urmează Muma Pădurii și Papagalul, urmează apoi Gheișa și Lady Panda, noua mască intrată în concurs. Se salvează Muma Pădurii, Papagalul, Lady Panda, Șaorma, Pinguinul. Dar Gheișa va fi demascată! fiind Cleopatra Stratan.   

#### Episodul 6 (14 octombrie)
Revin măștile rămase din al treilea episod! Oul, Albina, Steaua, Pisica. Dar din nou va intra o nouă mască în concurs! este vorba de Monstrulica. Cine se mai ascunde sub mască de data asta, rămâne de văzut! oricum vor încerca Inna, Mihaela Rădulescu, Horia Brenciu, Alexandru Bogdan, să descopere cine ar mai putea fi sub mască, așa că nu ratați ediția viitoare!. Al șaselea episod din Masked Singer, îi prezintă din nou, pe Pavel Bartoș ca prezentator, iar jurații sunt Inna, Mihaela Rădulescu, Horia Brenciu, Alexandru Bogdan. Sunt prezentate măștile din primul episod, dar și al doilea, în două grupe A și B, concursul începe cu Steaua și Oul, după care urmează Albina și Fluturele, urmează apoi Pisica și Monstrulica, noua mască din concurs. Se salvează Albina, Fluturele, Oul, Pisica. Dar Steaua va fi demascată! fiind Mihai Trăistariu. 

#### Episodul 7 (21 octombrie)
Revin măștile rămase din primul episod și al doilea episod! Pisica, Muma Pădurii, Fluturele, Oul, Albina, Lady Panda, Monstrulica, Pinguinul, Șaorma, Papagalul. Cine se mai ascunde sub mască de data asta, rămâne de văzut! oricum vor încerca Inna, Mihaela Rădulescu, Horia Brenciu, Alexandru Bogdan, să descopere cine ar mai putea fi sub mască, așa că nu ratați ediția viitoare!. Al șaptelea episod din Masked Singer, îi prezintă din nou, pe Pavel Bartoș ca prezentator, iar jurații sunt Inna, Mihaela Rădulescu, Horia Brenciu, Alexandru Bogdan. Sunt prezentate măștile din primul episod, dar și al doilea, în două grupe A și B, concursul începe cu Albina și Pisica, se salvează Albina, dar Pisica nu, va fi demascată! fiind Antonia Iacobescu. Urmează Oul și Pinguinul, se salvează amândouă, urmează Șaorma și Muma Pădurii, se salvează amândouă, urmează Papagalul și Fluturele, se salvează amândouă, urmează Monstrulica și Lady Panda, se salvează Lady Panda, dar Monstrulica va fi demascată! fiind Oana Zăvoranu. 

#### Episodul 8 (28 octombrie)
Revin măștile rămase în competiție, și anume Albina, Fluturele, Muma Pădurii, Papagalul, Oul, Pinguinul, Lady Panda, Șaorma. Toate aceste măști, luptă pentru mult râvnitul  trofeu al competiției!. Deci cine va câștiga titlul de cel mai bun costum din emisiune! rămâne de văzut! oricum vor încerca Inna, Mihaela Rădulescu, Horia Brenciu, Alexandru Bogdan, să descopere cine ar mai putea fi sub mască, așa că nu ratați ediția viitoare!. Al optulea episod din Masked Singer, îi prezintă din nou, pe Pavel Bartoș ca prezentator, iar jurații sunt Inna, Mihaela Rădulescu, Horia Brenciu, Alexandru Bogdan. Sunt prezentate măștile din primul episod, dar și al doilea, în două grupe A și B, concursul începe cu Papagalul și Lady Panda, se salvează Lady Panda, dar Papagalul nu, va fi demascat! fiind Alex Velea. Urmează Fluturele și Albina, se salvează amândouă, urmează Muma Pădurii și Oul, se salvează amândouă, urmează Pinguinul și Șaorma, se salvează amândouă. 

#### Episodul 9 (4 noiembrie)
Revin măștile rămase în competiție, și anume Oul, Muma Pădurii, Pinguinul, Lady Panda, Albina, Fluturele, Șaorma. Toate aceste măști, luptă pentru mult râvnitul trofeu al competiției!. Deci cine va câștiga titlul de cel mai bun costum din emisiune! rămâne de văzut! oricum vor încerca Inna, Mihaela Rădulescu, Horia Brenciu, Alexandru Bogdan, să descopere cine ar mai putea fi sub mască, așa că nu ratați ediția viitoare!. Partea interesantă a acestei ediții, va fi că o nouă mască va intra în concurs, aceasta fiind Păunul, ca să dejoace planurile juraților, de a stabili cine i-a trofeul!. Al nouălea episod din Masked Singer, îi prezintă din nou, pe Pavel Bartoș ca prezentator, iar jurații sunt Inna, Mihaela Rădulescu, Horia Brenciu, Alexandru Bogdan. Sunt prezentate măștile din primul episod, dar și al doilea, în două grupe A și B, concursul începe cu Păunul și Oul, se salvează amândouă, urmează Lady Panda și Muma Pădurii, se salvează amândouă, urmează Albina și Șaorma, se salvează amândouă, urmează Fluturele și Pinguinul, se salvează fluturele, dar Pinguinul nu, va fi demascat! fiind Viorica De La Clejani.

#### Episodul 10 (11 noiembrie)
Revin măștile rămase în competiție, și anume Oul, Muma Pădurii, Lady Panda, Albina, Fluturele, Șaorma. Toate aceste măști, luptă pentru mult râvnitul trofeu al competiției!. Deci cine va câștiga titlul de cel mai bun costum din emisiune! rămâne de văzut! oricum vor încerca Inna, Mihaela Rădulescu, Horia Brenciu, Alexandru Bogdan, să descopere cine ar mai putea fi sub mască, așa că nu ratați ediția viitoare!. Al zecelea episod din Masked Singer, îi prezintă din nou, pe Pavel Bartoș ca prezentator, iar jurații sunt Inna, Mihaela Rădulescu, Horia Brenciu, Alexandru Bogdan. Sunt prezentate măștile din primul episod, dar și al doilea, în două grupe A și B, concursul începe cu Șaorma și Lady Panda, se salvează amândouă, urmează Oul și Fluturele, se salvează Fluturele, dar Oul nu, va fi demascat! fiind Ecaterina Ladin și Mihai Raiț, urmează Păunul și Muma Pădurii, se salvează amândouă, urmează Albina care se salvează și ea. 

#### Episodul 11 (25 noiembrie)
Revin măștile rămase în competiție, și anume Muma Pădurii, Lady Panda, Albina, Fluturele, Șaorma, Păunul. Toate aceste măști, luptă pentru mult râvnitul trofeu al competiției!. Deci cine va câștiga titlul de cel mai bun costum din emisiune! rămâne de văzut! oricum vor încerca Inna, Mihaela Rădulescu, Horia Brenciu, Alexandru Bogdan, să descopere cine ar mai putea fi sub mască, așa că nu ratați ediția viitoare!. Al unsprezecelea episod din Masked Singer, îi prezintă din nou, pe Pavel Bartoș ca prezentator, iar jurații sunt Inna, Mihaela Rădulescu, Horia Brenciu, Alexandru Bogdan. Sunt prezentate măștile din primul episod, dar și al doilea, în două grupe A și B, concursul începe cu Muma Pădurii și Fluturele, se salvează amândouă, urmează Păunul și Albina, se salvează amândouă, urmează Lady Panda și Șaorma, se salvează Șaorma, dar Lady Panda nu, va fi demascată! fiind Alina Eremia. 

#### Episodul 12 (2 decembrie)
Revin măștile rămase în competiție, și anume Muma Pădurii, Albina, Fluturele, Șaorma, Păunul. Toate aceste măști, luptă pentru mult râvnitul trofeu al competiției!. Deci cine va câștiga titlul de cel mai bun costum din emisiune! rămâne de văzut! oricum vor încerca Irina Rimes, Mihaela Rădulescu, Horia Brenciu, Alexandru Bogdan, să descopere cine ar mai putea fi sub mască, așa că nu ratați ediția viitoare!. Al doisprezecelea episod din Masked Singer, îi prezintă din nou, pe Pavel Bartoș ca prezentator, iar jurații sunt Irina Rimes, Mihaela Rădulescu, Horia Brenciu, Alexandru Bogdan. Sunt prezentate măștile din primul episod, dar și al doilea, în două grupe A și B, concursul începe cu Păunul și Albina, se salvează Albina, dar Păunul nu, va fi demascat! fiind Jorge, urmează Șaorma și Fluturele, se salvează amândouă, urmează Muma Pădurii, și după ea, mai sunt Păunul care a fost demascat!, și Fluturele, care s-a salvat. Inna nu a putut participa ca jurat, fiindcă se zvonește că a fost răpită de una dintre fostele măști! Papagalul care s-a dovedit, a fi Alex Velea, va prelua conducerea concursului, și va încerca să demaște pe toți cei rămași în concurs!. Dar realitatea este, că Inna de fapt, nu a fost chiar răpită, dar ar putea cumva să fie scoasă din juriu, probabil din sezonul viitor, fapt pentru care înlocuitoarea lui Inna, ar fi chiar Irina Rimes. În orice caz, în ultima ediție, Inna va participa probabil pe finalul acestei ediții! dar Irina Rimes e posibil să preia conducerea de jurat, din sezonul viitor!.       

#### decembrie)
Revin măștile rămase în competiție, și anume Muma Pădurii, Albina, Fluturele, Șaorma. Toate aceste măști, luptă pentru mult râvnitul trofeu al competiției!. Deci cine va câștiga titlul de cel mai bun costum din emisiune! rămâne de văzut! oricum vor încerca Inna, Mihaela Rădulescu, Horia Brenciu, Alexandru Bogdan, să descopere cine ar mai putea fi sub mască, așa că nu ratați ediția viitoare!. Al treisprezecelea episod din Masked Singer, îi prezintă din nou, pe Pavel Bartoș ca prezentator, iar jurații sunt Inna, Mihaela Rădulescu, Horia Brenciu, Alexandru Bogdan. Sunt prezentate măștile din primul episod, dar și al doilea, în două grupe A și B, concursul începe cu Fluturele și Șaorma, se salvează Fluturele, dar Șaorma este demascată! fiind Cabral Ibacka, urmează Muma Pădurii și Albina, se salvează Muma Pădurii, dar Albina este demascată! fiind Theo Rose, urmează Fluturele și Muma Pădurii, nu se salvează niciuna, fiind demascate amândouă! Fluturele fiind Nadine și Muma Pădurii fiind Andreea Marin. Muma Pădurii este declarată câștigătoare!. Pe locurile secunde terminând Fluturele, Albina, Șaorma!. 